# Prologue (entreprise)
Pour les articles homonymes, voir prologue.
 (mars 2021).
Si vous disposez d'ouvrages ou d'articles de référence ou si vous connaissez des sites web de qualité traitant du thème abordé ici, merci de compléter l'article en donnant les références utiles à sa vérifiabilité et en les liant à la section « Notes et références ».
Prologue est une société française qui est à la fois éditeur de logiciels et prestataire de services. Elle est cotée à la bourse de Paris.

## Historique
La société Prologue est créée en 1986. C'est une ancienne filiale de Bull.

## Activité
Prologue est spécialisée dans l'édition et l'intégration de solutions destinées à la gestion métiers des entreprises, Prologue propose l'exploitation de systèmes d'information et de télécommunications (41 %) l'édition de solutions de dématérialisation et de messagerie unifiée (pour 33 %) et prestations de services.
L’effectif total du Groupe s’établit à 466 personnes au 31 décembre 2021, dont 301 en France.
| CA consolidé par activité (M€)             | 2019 | 2020 | 2021 |
| ------------------------------------------ | ---- | ---- | ---- |
| Cloud et Services                          | 10,0 | 11,5 | 11,6 |
| Infrastructures (Matériels, Cybersécurité) | 19,8 | 20,4 | 23,3 |
| Logiciels                                  | 11,4 | 10,5 | 11,4 |
| Formation                                  | 46,3 | 36,8 | 48,0 |
| Total                                      | 87,4 | 79,2 | 94,3 |

## Logiciels
- ABAL
- Open Criteria